# 城南镇 (始兴县)
城南镇，是中华人民共和国广东省韶关市始兴县下辖的一个乡镇级行政单位。

## 行政区划
城南镇下辖以下地区：
城南镇社区、河南村、罗所村、东一村、石桥头村、新村、胆源村、杨公岭村、皇沙村、东南村和周前村。